# Alaska (zangeres)
Alaska, artiestennaam van de Spaans/Mexicaanse zangeres Olvido Gara Jova (Mexico Stad, 13 juni 1963), is de zangeres van de band Fangoria en een boegbeeld van de Spaanse homoscene. Naast zangeres is ze ook bekend als dj en televisiepersoonlijkheid in Spanje en Latijns-Amerika. Ze was een van de belangrijkste figuren de culturele beweging La Movida. Deze beweging ontstond na de dood van dictator Franco in Spanje.
Alaska maakte deel uit van verscheidene groepen met wisselend succes.
Alaska is getrouwd met de artiest Mario Vaquerizo in Las Vegas in 1999 en in Spanje in 2011.

## Discografie
Alaska y los Pegamoides
- 1982: Grandes éxitos
- 1983: Alaska y los pegamoides

Alaska y Dinarama
- 1983: Canciones profanas
- 1984: Deseo carnal
- 1986: No es pecado
- 1988: Diez
- 1989: Fan fatal

Fangoria
- 1991: Salto mortal
- 1992: Un día cualquiera en Vulcano 1.0
- 1993: Un día cualquiera en Vulcano 2.0
- 1995: Un día cualquiera en Vulcano 3.0
- 1998: Interferencias
- 1999: Una temporada en el infierno
- 2000: El infierno son los demás
- 2001: Naturaleza muerta
- 2003: Dilemas, amores y dramas
- 2004: Arquitectura efímera
- 2005: Naturaleza muerta remixes
- 2005: Arquitectura efímera deconstruida
- 2006: El extraño viaje
- 2007: ¡Viven!
- 2008: El extraño viaje revisitado
- 2009: Absolutamente
- 2009: Completamente